# Stiftberg
Der Stiftberg ist ein nicht genau umgrenzter Bereich des Herforder Stadtteils Neustädter Feldmark, der in der Herforder Bevölkerung praktisch den Status eines Stadtteils hat. Auch die Schreibweise Stift Berg ist gebräuchlich.

## Geschichte

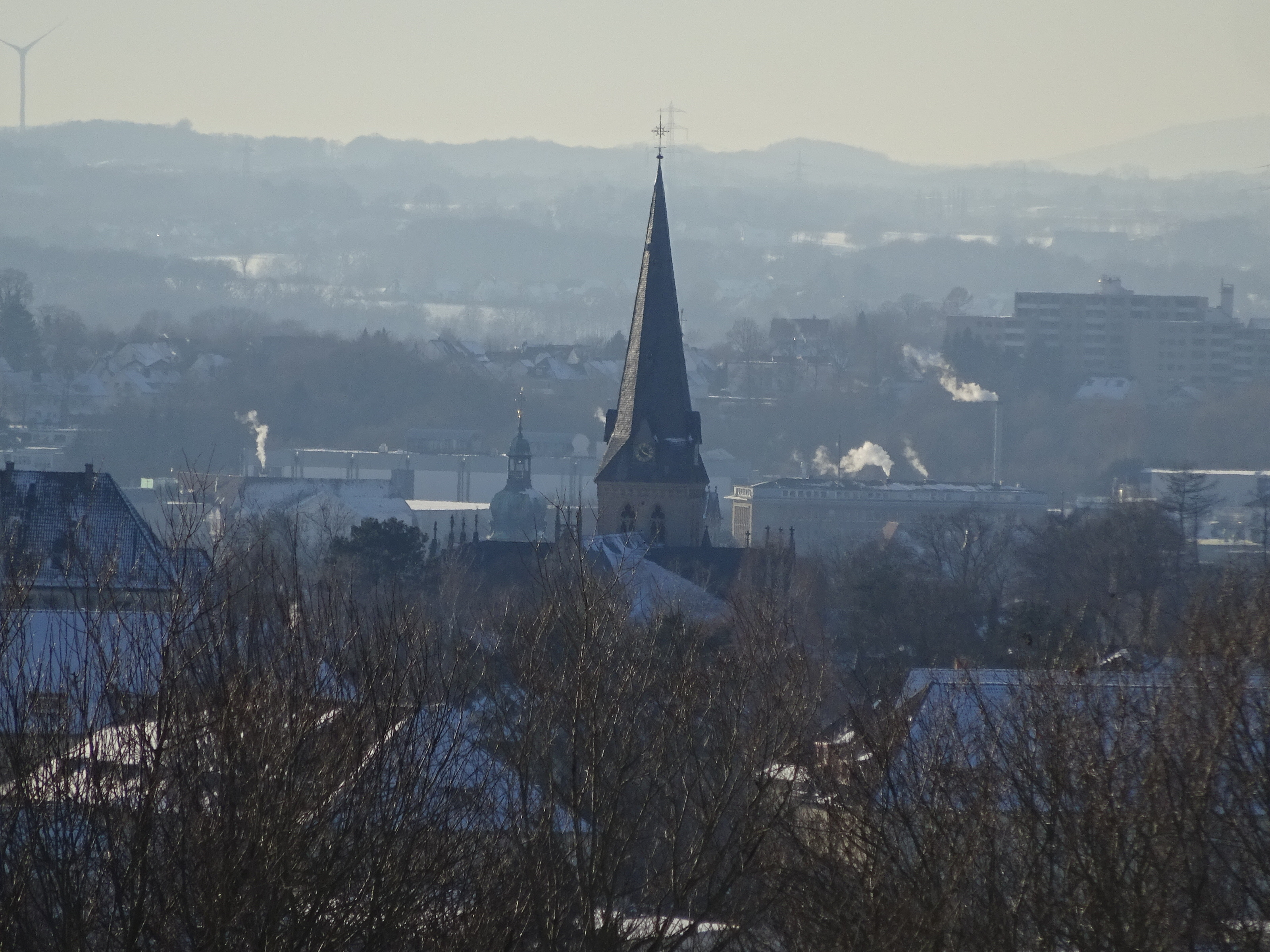
Stiftberg Herford vom Stuckenberg fotografiert

Die Bezeichnung Stiftberg geht zurück auf das Damen-Stift auf dem Berge, ein Tochterkloster der Herforder Fürstabtei, das sich im Bereich der Marienkirche bis zur Säkularisation 1803 befand.
Zwischen der Klostergründung im Jahr 1011 und der Säkularisation lag die Marienkirche jahrhundertelang inmitten von Feldern und Wiesen, wo sie lediglich von einigen Gehöften umgeben war. Im Bereich des heutigen Stadtpark Schützenhofs, unterhalb des Langenbergs und zwischen Stadtholzstraße und Vlothoer Straße, befanden sich Tongruben.
Seit Mitte des 19. Jahrhunderts wurde der dörfliche Charakter der Gegend zunehmend durch „bürgerliche“ Bebauung aufgehoben. Die Kasernen beiderseits der Vlothoer Straße wurden ab Oktober 1934 gebaut.

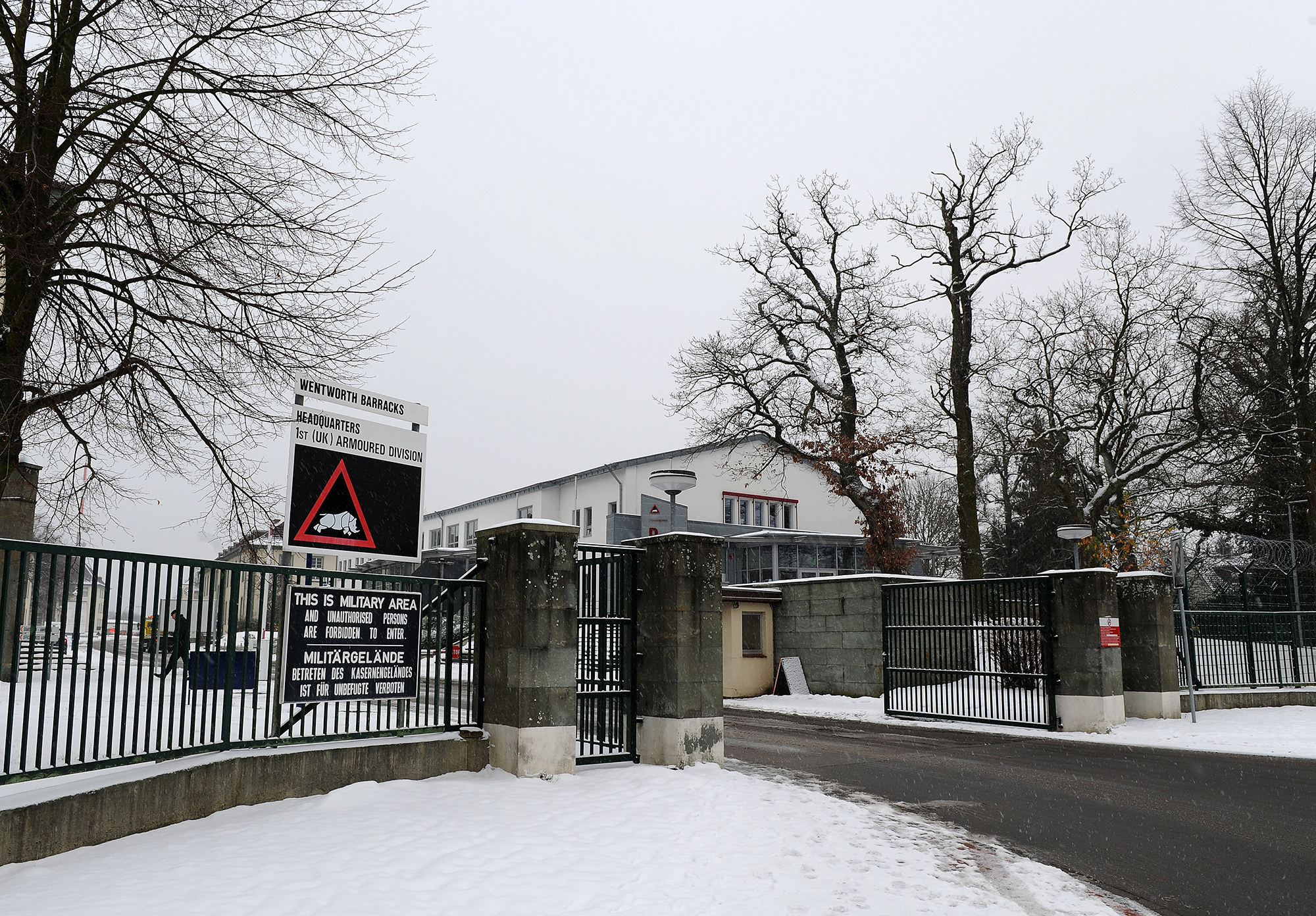
Haupttor zur Wentworth-Kaserne zur Zeit der Britischen Streitkräfte, seit 2017 Eingang zum Bildungscampus Herford. Hinter dem Tor das Konferenzzentrum.

## Schulen, Hochschulen, Kultur
Unmittelbar neben der Marienkirche steht die Grundschule Stiftberg. Nicht weit davon an der Vlothoer Straße befindet sich das Königin-Mathilde-Gymnasium, das ehemalige Lyzeum.
Südlich der Kirche an der Salzufler/Parkstraße ist der Sitz der Hochschule für Kirchenmusik der Evangelischen Kirche von Westfalen.
Im September 2017 wurde auf dem Gelände der ehemaligen Wentworth-Kaserne der Bildungscampus Herford mit einer Außenstelle der Fachhochschule für Finanzen Nordrhein-Westfalen eröffnet.
Im Stadtpark Schützenhof ist die Nordwestdeutsche Philharmonie beheimatet.

## Grünanlagen und Friedhöfe
An den Luttenberg schließt sich nach Osten der Schützenhofpark an. Zwischen der Salzufler Straße und der Stadtholzstraße erstreckt sich der Langenberg.
Zur ev.-luth. Marienkirchengemeinde Stiftberg gehören der Marien-Friedhof an der Marienstraße und der Erika-Friedhof an der Vlothoer Straße.

## Britische Streitkräfte
Beiderseits der Vlothoer Straße befanden sich mit der ehemaligen Hammersmith- und Wentworthkaserne zwei Kasernengelände, in denen die Britischen Streitkräfte in Deutschland mit dem Hauptquartier der britischen 1. Panzerdivision (1st Armoured Division) bis Ende 2015 stationiert waren. Von dort wurden die britischen Einsatztruppen in Deutschland und weltweit befehligt. Die 1. Panzerdivision war die einzige außerhalb der Britischen Inseln weltweit operierende Bodentruppen-Einheit des Vereinigten Königreichs. Auf dem Kasernengelände waren das Divisionskonferenzzentrum mit einem britischen Kino und die Grundschule „Lister School“ angesiedelt. Vom 22. Oktober 1990 bis 31. Juli 2009 befand sich dort auch die Deutschlandzentrale des britischen Soldatensenders British Forces Broadcasting Service.
Zur Einrichtung eines Teils ihres Hauptquartiers mussten auf Befehl der britischen Besatzer im Mai 1945 mehrere Hundert Häuser auf dem Stiftberg von ihren Bewohnern innerhalb von vier Tagen geräumt werden. Dabei durften sie nur Lebensmittel, Kleidung und Oberbetten in notdürftige Unterkünfte mitnehmen. Ende 1945 hatte man in Herford 6.517 Einwohner aus 1.050 Wohnungen vertrieben. Erst 1957 gelangten die letzten Häuser wieder in deutschen Besitz.